# Filialkirche Lading

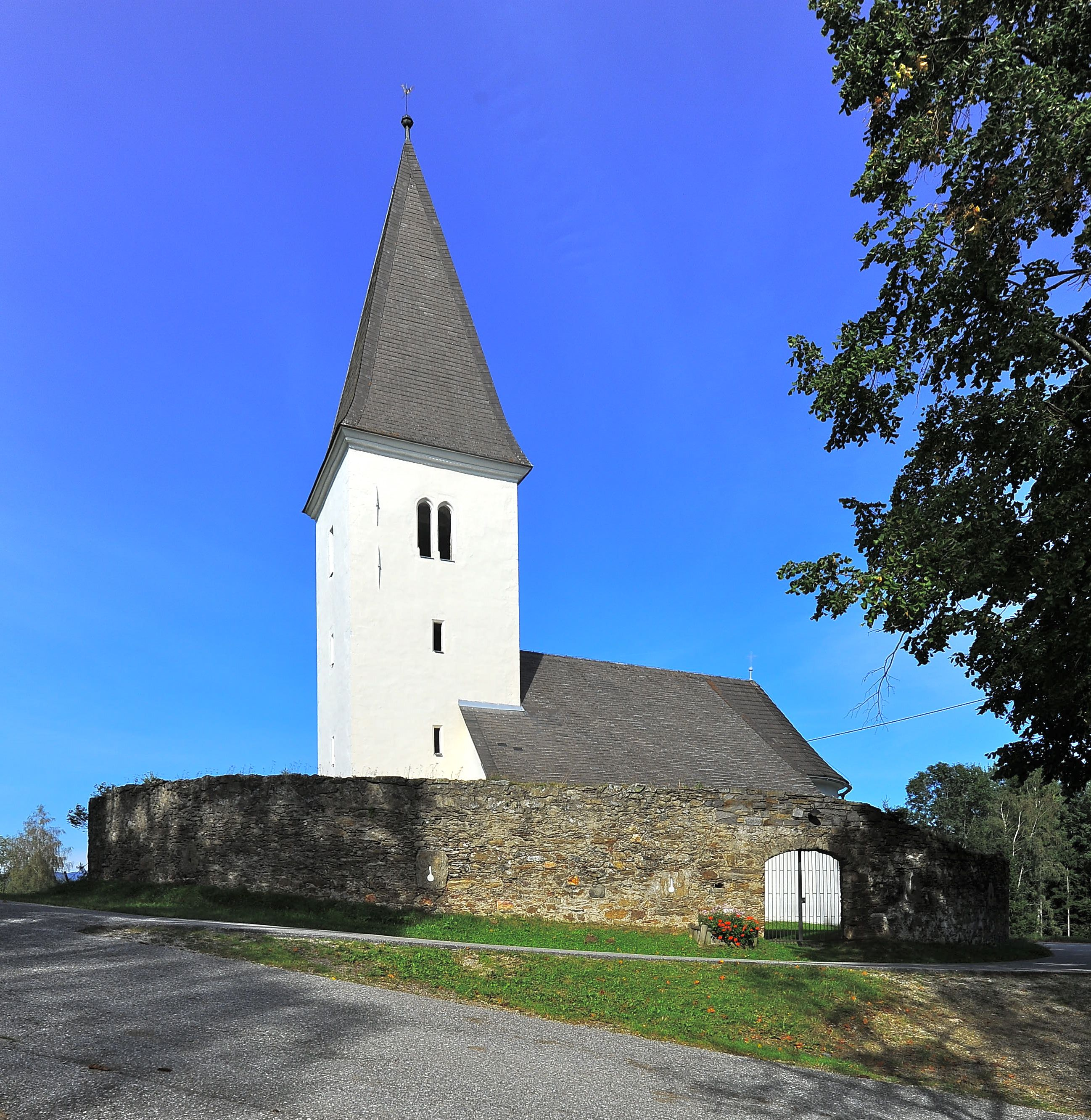
Katholische Filialkirche hl. Ägydius in Lading

Die Filialkirche Lading steht einschichtig auf 1009 m Seehöhe an einem östlichen Ausläufer der Saualpe in der Stadtgemeinde Wolfsberg im Bezirk Wolfsberg in Kärnten. Die dem Patrozinium des hl. Ägydius unterstellte römisch-katholische Filialkirche der Pfarrkirche St. Michael bei Wolfsberg gehört zum Dekanat Wolfsberg in der Diözese Gurk-Klagenfurt. Die Kirche und der Friedhof stehen unter Denkmalschutz (Listeneintrag).

## Geschichte
Der Friedhof wurde 1338 genannt, die Kirche erst in der Mitte des 15. Jahrhunderts.

## Architektur
Die Wehrkirche ist von einem Friedhof mit einer ovalen wehrhaften 2,5 m hohen Friedhofsmauer aus dem 15. Jahrhundert umgeben. Die Friedhofsmauer zeigt 14 Schießscharten und Tragbalkenlöcher eines ehemaligen hölzernen Wehrganges.
Der kleine, im Kern romanische Kirchenbau mit einer Rundapsis hat einen kräftigen Westturm. Der Turm hat gotische und teils spitzbogige zweiteilige Schallfenster und einen Pyramidenhelm. Südseitig steht ein gotischer Sakristeianbau. Die südliche Vorhalle ist kreuzgratgewölbt. Das Westportal ins Turmerdgeschoß ist gotisch profiliert, das innere Portal ins Langhaus ist mit einer spitzbogigen Arkade zum Langhaus geöffnet.
Das Kircheninnere zeigt ein romanisches Langhaus unter einem zweijochigen Platzlgewölbe aus dem 18. oder 19. Jahrhundert. Ein hoch gelegenes romanisches Fenster in der Südwand ist im Dachboden der Sakristei sichtbar. Die Fensteröffnungen der Kirche sind spätbarock gestaltet. Es gibt eine Westempore aus Holz. Die tiefe Rundapsis unter einem Stichkappengewölbe ist leicht schmäler als das Langhaus und hat barocke Fenster. Die Sakristei hat ein Tonnengewölbe. Das Nord- und Südportal und die Sakristeitüre haben eisenplattenbeschlagene Türflügel.

## Ausstattung
Der Hochaltar aus 1728 trägt die Figuren hl. Thomas und hl. Oswald sowie weitere vier hl. Bischöfe.
Eine Glocke nennt Lorenz Pez 1669.